# 梅師賢
爵士，大紫荊勳賢，AC，KBE，KC（Sir Anthony Frank Mason，1925年4月21日—）前澳洲首席大法官，曾任香港終審法院非常任法官。

## 生平
梅師賢自小在悉尼長大，早年就讀於悉尼文法學校。1944年至1945年在皇家澳大利亞空軍服役，擔任飛行員。二戰後入讀於悉尼大學，以一級榮譽取得文學士及法學士學位。1951年在新南威爾斯取得大律師資格。1964年獲委任為御用大律師。1964年至1969年，任澳洲法律政策專員（Solicitor-General of Australia）。1969年至1972年，任新南威爾斯最高法院上訴法院法官。1972年至1987年，擔任澳洲高等法院大法官。1987年，升任澳洲高等法院首席大法官，至1995年退休。1997年7月28日至2015年7月27日出任香港終審法院其他普通法適用地區非常任法官。

## 榮譽
- 1969年獲英國頒授CBE勳銜
- 1972年獲英國頒授KBE勳銜
- 1988年獲澳洲頒授AC勳銜
- 2001年獲澳洲頒授百週年紀念勳章
- 2013年獲香港頒授大紫荊勳章[2]